# Newall with Clifton
Newall with Clifton est une paroisse civile du Yorkshire du Nord, en Angleterre.